# Amphiaeschna
Amphiaeschna is een geslacht van libellen (Odonata) uit de familie van de glazenmakers (Aeshnidae).

## Soorten
Amphiaeschna omvat 1 soort:
- Amphiaeschna ampla (Rambur, 1842)